# 부피분율
화학과 유체역학에서, 부피분율(부피分率, 영어: volume fraction) φi 는 혼합 전 혼합물 V 가 모든 구성성분의 부피로 나눈 Vi 의 부피로 정의된다:
{\displaystyle \phi _{i}={\frac {V_{i}}{\sum _{j}V_{j}}}}

## 같이 보기
- 알코올 도수
- 음주측정기
- 알코올 프루프
- 백분율
- 질량백분율